# Günther Torges
Günther Torges (* 8. Oktober 1935 in Dresden; † 17. Januar 1993 ebenda) war ein deutscher Maler und Grafiker.

## Leben und Werk
Torges machte von 1950 bis 1954 in Dresden eine Lehre als Schriftsetzer und arbeitete dann in seinem Beruf. Von 1954 bis 1957 besuchte er die Arbeiter- und Bauernfakultät für bildende Kunst Dresden. Von 1959 bis 1962 studierte er an der Fachschule für angewandte Kunst in Leipzig. In den Zwischenzeiten war er in seinem Beruf tätig, ehe er sich 1964 als freischaffender Künstler in Dresden niederließ. Ab 1977 beteiligte er sich an Restaurierungsarbeiten, u. a. beim Wiederaufbau der Semperoper.
Torges war von 1965 bis 1990 Mitglied des Verbands Bildender Künstler der DDR. 1990/91 baute er die Druckwerkstatt in der Alten Feuerwache Loschwitz auf. Er war mit den Malern Ulrich Eisenfeld (* 1939), Manfred Richard Böttcher und Siegfried Winderlich (1940–2023) befreundet.

## Museen und öffentliche Sammlungen mit Werken Torges‘ (unvollständig)
- Dresden: Galerie Neue Meister[1]
- Dresden: Kunstfonds des Freistaats Sachsen[2]

## Weitere Werkbeispiele

### Tafelbilder (Auswahl)
- Fähre bei Dresden-Pieschen (1967)[3]

### Druckgrafik (Auswahl)
- Der Augsburger Kreidekreis (1970, Lithografie)[4]
- Erzgebirge im Herbst (1982, Chromlithografie)[5]

- Spätsommer im Erzgebirge (1982, Farblithografie, 34,5 × 51,5 cm)
- Abgeerntete Felder (1982, Farblithografie, 36 × 51 cm)

## Ausstellungen (unvollständig)

### Personalausstellungen
- 1978: Dresden, Galerie Nord[6]
- 1981: Görlitz, Galerie am Schönhof (mit Michael Hofmann)
- 1986: Pirna, Galerie am Elbtor
- 1987: Zentralinstitut für Kernforschung Rossendorf, „Malerei und Grafik“
- 1989: Dresden, Galerie Kunst der Zeit (mit Regina Fleck)

#### Postum
- 1993/1994: Dresden, Leonhardi-Museum

- 2001: Dresden, Galerie am Damm
- 2019: Dresden, Galerie Kunstgehäuse („Konzentration und Gefühl – der Maler Günther Torges“)[7]

### Ausstellungsbeteiligungen
- 1972, 1974, 1979 und 1985: Dresden, Bezirkskunstausstellungen
- 1972/1973 und 1982/1983: Dresden, VII. und IX. Kunstausstellung der DDR
- 1984: Dresden, Galerie Kunst der Zeit („30 Jahre Kunst der Zeit“)
- 1985: Dresden, Albertinum („Bekenntnis und Verpflichtung“)
- 1986: Cottbus („Soldaten des Volkes – dem Frieden verpflichtet“)
- 1987: Dresden, Galerie Nord („Puppenspiel in Malerei und Grafik von Dresdener Künstlern“)